# Бестла (спутник)
Бестла (англ. Bestla) — нерегулярный спутник планеты Сатурн с обратным орбитальным обращением.
Названа именем Бестлы, великанши из германо-скандинавской мифологии.
Также обозначается как Сатурн XXXIX.

## История открытия
Бестла была открыта в серии наблюдений, начиная с 13 декабря 2004 года.
Сообщение об открытии сделано 4 мая 2005 года.
Спутник получил временное обозначение S/2004 S 18.
Собственное название было присвоено 5 апреля 2007 года.